# Adoor Gopalakrishnan
Adoor Gopalakrishnan (né le 3 juillet 1941) est un réalisateur et scénariste indien. C'est l'un des grands représentants du cinéma du Kerala, la plupart de ses films sont tournés dans le Kerala en langue malayâlam.
Il fait partie du jury lors de la Mostra de Venise 1988.
En 1994, son film Vidheyan reçoit le prix du Network for the Promotion of Asian Cinema
Il présente son film de danse La Danse de l'enchanteresse co-réalisé avec Brigitte Chataignier au Festival international des cinémas d'Asie 2009.

## Filmographie
- 1981 : The Rat Trap (Elippathayam)
- 1984 : Face à face (Mukhamukham)
- 1987 : Monologue (Anantaram)
- 1990 : Les Murs (Mathilukal)
- 1994 : L'Homme servile (Vidheyan)
- 1995 : The Man of the Story (Kathapurushan)
- 2002 : Le Serviteur de Kali (Nizhalkkuthu)
- 2007 : Quatre femmes
- 2008 : La Danse de l'enchanteresse

## Distinctions

### Décorations
- 1984 :  Grand-croix de l'Ordre national de la Légion d'honneur
- 1984 :  Padma Shri[1]
- 2003 :  Commandeur de l'Ordre des Arts et des Lettres
- 2004 :  Prix Dadasaheb Phalke
- 2006 :  Padma Vibhushan[1]

### Distinctions
- 2010 : Doctorat honoris causa à l'Université du Kerala

### Récompenses
- National Film Awards : 
  - 1973 - Meilleur long métrage - Swayamvaram
  - 1973 - Meilleur réalisateur - Swayamvaram
  - 1978 - Meilleur long métrage en Malayalam - Kodiyettam
  - 1980 - Special Jury Award pour un court-métrage - The Chola Heritage
  - 1982 - Meilleur long métrage en Malayalam - Elippathayam
  - 1984 - Meilleure interprétation de livre - Cinemayude Lokam
  - 1985 - Meilleur réalisateur - Mukhamukham
  - 1985 - Meilleur long métrage en Malayalam- Mukhamukham
  - 1985 - Meilleur mise en scene - Mukhamukham
  - 1988 - Meilleur réalisateur - Anantharam
  - 1988 - Meilleur mise en scene - Anantharam
  - 1990 - Meilleur réalisateur - Mathilukal
  - 1990 - Meilleur long métrage en Malayalam - Mathilukal
  - 1994 - Meilleur long métrage en Malayalam - Vidheyan
  - 1995 - Meilleur long métrage - Kathapurushan
  - 2003 - Meilleur long métrage en Malayalam - Nizhalkkuthu
  - 2008 - Meilleur réalisateur - Naalu Pennungal

- Kerala State Film Awards :
  - 1977 - Meilleur film - Kodiyettam
  - 1977 - Meilleur réalisateur - Kodiyettam
  - 1977 - Meilleur scénario - Kodiyettam
  - 1981 - Meilleur film - Elippathayam
  - 1982 - Meilleur documentaire - Krishnanattam
  - 1984 - Meilleur film - Mukhamukham
  - 1984 - Meilleur réalisateur - Mukhamukham
  - 1987 - Meilleur réalisateur - Anantharam
  - 1999 - Meilleur documentaire - Kalamandalam Gopi
  - 1993 - Meilleur film - Vidheyan
  - 1993 - Meilleur réalisateur - Vidheyan
  - 1993 - Meilleure mise en scène - Vidheyan
  - 2004 - Meilleure interprétation de livre - Cinemanubhavam
  - 2005 - Meilleur court-métrage - Kalamandalam Ramankutty Nair
  - 2008 - Meilleur film - Oru Pennum Randaanum
  - 2008 - Meilleur réalisateur - Oru Pennum Randaanum
  - 2008 - Meilleure mise en scène - Oru Pennum Randaanum